# Râul Râmnicul Sărat
Râul Râmnicul Sărat sau Râmnicu Sărat este un curs de apă, afluent al râului Siret. 
Râmnicu Sărat izvorăște de sub vârful Furu din Munții Vrancei. 
Cursul râului începe la confluența a două brațe: Mălușel și Martin care se unesc la poalele muntelui. În continuare râul trece printr-o drepresiune numită "Între Râmnice" unde primește of serie de afluenți: Furul, Sărățelul, Râmnicelul, Moldoveanul și Săritoarea. După aceea, râul traversează un defileu creat în zona dealurilor inalte estice, care se continuă până în dreptul localității Biceștii de Jos. În acest sector primește un important afluent, tot pe stânga, Motnăul (18km lungime si un bazin de 56 km² ), si unul mai mic pe dreapta Râul Cătăuți (sau Râul Cățău). Până la ieșirea din aria subcarpatică mai străbate încă 2 sectoare, unul longitudinal și unul transversal. Dacă în zona deluroasă direcția predominantă de scurgere a râului a din nord-vest spre sud-est, la contactul glacisului cu piemontul, direcția de scurgere se schimbă brusc spre nord-est datorită subsidenței din câmpia Siretului inferior. In acest sector de curs inferior, Râmnicul Sărat primește un alt afluent important tot pe stânga, Coțatcul cu afluentul Slimnic, având un bazin de 300 km² cu izvoarele in aria deluroasă

## Hărți
- Ovidiu Gabor - Economic Mechanism in Water Management  Arhivat în 5 martie 2009, la Wayback Machine.